# Соколов, Фёдор Андреевич
Фёдор Андреевич Соколов (1863—после 1936) — эсер, член Всероссийского учредительного собрания.

## Биография
По сословному происхождению из крестьян. Служил волостным писарем, был сельским старостой. С 1887 года член партии социалистов-революционеров. Был арестован царскими властями в 1902 и 1907 годах. В 1917 году избран членом Исполкома Всероссийского Совета крестьянских депутатов, делегат II Всероссийского съезда крестьянских депутатов, избран председателем земельного комитета.
В конце 1917 года избран во Всероссийское учредительное собрание в Владимирском избирательном округе по списку № 3 (эсеры и Совет Крестьянских Депутатов). Участник единственного заседания Учредительного собрания 5 января. 
Арестован в 10 сентября 1923, сослан на 3 года. Вновь арестован  28 октября 1936, опять сослан на 3 года. Дальнейшая судьба неизвестна. 
Реабилитирован в 1963.

## Семья
- Брат — Григорий Андреевич Соколов (1881—1935[источник не указан 452 дня]), социалист-революционер[3].